# چگارمان غلامحسین
چگارمان غلامحسین، روستایی از توابع بخش اندیکا شهرستان مسجدسلیمان در استان خوزستان ایران است.	

## جمعیت
این روستا در دهستان قلعه خواجه قرار دارد (نام قبلی روستا بزک آباد می باشد) و براساس سرشماری مرکز آمار ایران در سال ۱۳۸۵، جمعیت آن ۲۴۰ نفر (۴۱خانوار) بوده‌است.